# Germaniawerft

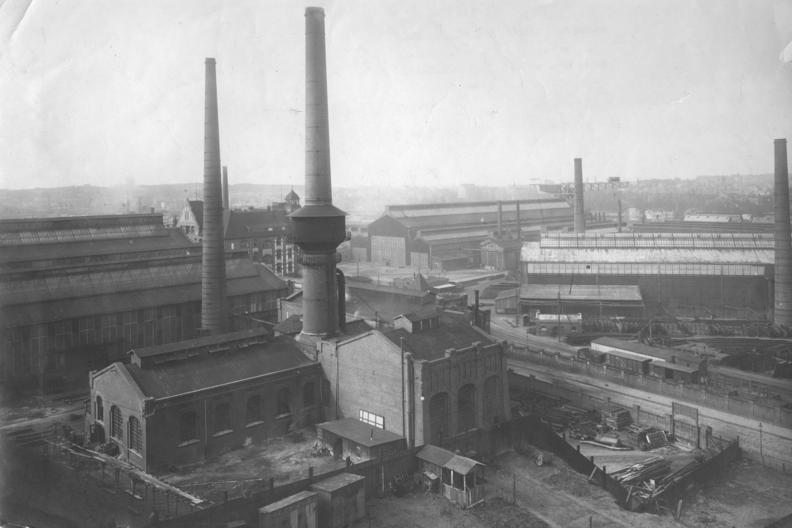
Germaniawerft 1921, Blick aus Nordosten: rechts die überdachten Hellingen, hinten in der Mitte die große Bauhalle (nördlich der heutigen Halle400) und die Hörn

Die Fried. Krupp Germaniawerft in Kiel war die erste deutsche Werft, die U-Boote in größerem Umfang herstellte. Der Schiffbaubetrieb am Ostufer der Hörn im Kieler Ortsteil Gaarden-Ost war seit dem Ende des 19. Jahrhunderts einer der bedeutendsten Auftragnehmer der Kaiserlichen Marine und ab 1935 der Kriegsmarine.
Die Werftanlagen wurden nach Ende des Zweiten Weltkriegs auf Anordnung der britischen Besatzungsmacht demontiert und das Unternehmen aufgelöst. Ein kleiner Teil des früheren Werftgeländes wird von ThyssenKrupp Marine Systems (TKMS, früher HDW) eingenommen.

## Geschichte

### Bruhnsche Werft (Vorgeschichte, Gründung)
Als Vorgängerin der Germaniawerft gilt die in dänischer Konzession durch den Schiffbauer Christian Bruhn aus Bornhöved 1863 in Kiel gegründete Bruhnsche Werft. Deren Nachfolgerin wurde die Norddeutsche Schiffbaugesellschaft, als ihr die Stadt Kiel am 8. März 1865 unentgeltlich das Gelände am Gaardener Strand überließ. Im Jahr 1867 ging die Norddeutsche Schiffbau-Actiengesellschaft aus ihr hervor. Das Anlage- und Betriebskapital von 10 Millionen Talern stammte von deutschen Investoren um die Herzöge von Ujest und Ratibor, sowie englischen Investoren, darunter vor allem Samson Lloyd Foster (1831–1879) aus Wednesbury.
In den Jahren kurz vor der Deutschen Reichsgründung von 1871 erfolgten an der deutschen Küste zahlreiche Werftgründungen. Hintergrund war die unter Marineminister Albrecht von Roon betriebene Politik, eine Kriegsflotte aus Eisenschiffen mit Dampfantrieb aufzubauen und dabei die einheimische Schiffbauindustrie zu fördern, die im Gegensatz zu fortschrittlicheren, vor allem britischen Werftbetrieben, bislang nur auf den Bau von Holzschiffen ausgerichtet war. Georg Howaldt, ein studierter Maschinenbauer und Sohn des Industriellen August Howaldt, hatte mit dem Bau der Vorwärts auf der ehemaligen Schleswig-Holsteinischen Marinewerft in Ellerbek bereits 1865 einen Einstieg in den Eisenschiffbau geschafft. Nach zwei Jahren und sieben Schiffen lief jedoch 1867 sein Pachtvertrag aus. Die Marine des Norddeutschen Bundes übernahm das Gelände in Ellerbek, um die Königliche Werft Kiel zu errichten, aus der 1871 die Kaiserliche Werft Kiel hervorging. Georg Howaldt übernahm die Leitung der Norddeutschen Schiffbau-Actiengesellschaft, an der sich die Familie und das Maschinenbauunternehmen seines Vaters, Schweffel & Howaldt in Kiel, finanziell beteiligten.

### Norddeutsche Werft (1867 bis 1880)
Auf dem Gelände in Gaarden wurde umgehend ein neuer Werftbetrieb für den Bau von Eisenschiffen errichtet, der schon im Juni 1867 die Arbeit aufnehmen konnte und bald unter dem Namen Norddeutsche Werft bekannt war. Das erste dort gebaute Schiff war der Frachtdampfer Holsatia für Sartori & Berger in Kiel. Bis 1879 wurden insgesamt 83 Schiffe auf Kiel gelegt, unter anderem auch die Kaiserjacht Hohenzollern, deren Fertigstellung sich jedoch bis 1880 verzögerte. Ein Jahr zuvor, im Jahr 1879 war das Unternehmen in Konkurs gefallen.

### Germaniawerft (bis 1902)
Neuer Eigentümer der Werft wurde die Märkisch-Schlesische Maschinenbau und Hütten-Aktiengesellschaft, ein 1822 gegründeter Hersteller von Dampfmaschinen aus Berlin. Diese übernahm den in Bau befindlichen Restbestand aus der Konkursmasse und führte den Betrieb als Germaniawerft weiter. Der erste Neubau der Germaniawerft war der Aviso Blitz aus dem Jahr 1881. Die finanziellen Schwierigkeiten dauerten jedoch auch unter den neuen Eigentümern an. Im November 1882 wurden Werft und Maschinenfabrik in die mit einem Stammkapital von drei Millionen Goldmark ausgestattete Schiff- und Maschinenbau Aktiengesellschaft Germania zusammengelegt.

### Fried. Krupp Germaniawerft (bis zum Ersten Weltkrieg)

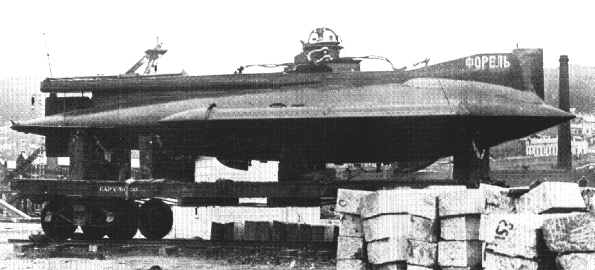
1902 Germaniawerft, Experimental-U-Boot Forelle mit E-Antrieb

Ab dem Jahr 1896 wurde die Werft von der Friedrich Krupp AG zunächst gepachtet, ab 1902 dann übernommen und ihr Name in Friedrich Krupp Germaniawerft geändert. Bei der Germaniawerft entstanden für die Kaiserliche Marine das Küstenpanzerschiff Siegfried (Stapellauf 1889), das Panzerschiff Wörth (1892), die Linienschiffe Kaiser Wilhelm der Große (1899), Zähringen (1901), Braunschweig (1902), Hessen (1903), Deutschland (1904) und Schleswig-Holstein (1906), die Schlachtschiffe Prinzregent Luitpold (1912) und Kronprinz (1914); die Sachsen (1916) wurde nicht mehr fertiggestellt. Für die Kaiserliche Marine baute die Germaniawerft auch den Großen Kreuzer Kaiserin Augusta (1892) und die Kleinen Kreuzer Gazelle (1898), Nymphe (1899), Amazone (1900), Cöln (1909), Magdeburg (1911) und Karlsruhe (1912).
1902 wurde mit der Forelle eines der ersten U-Boote in Deutschland gebaut, das später vom Russischen Reich gekauft wurde. 1905 wurde mit U 1 auch das erste U-Boot an die Kaiserliche Marine übergeben. 1907 wurde eine Serie von drei U-Booten für Russland fertiggestellt, weitere U-Boote auch für Norwegen, Italien und die Österreichisch-Ungarische Kriegsmarine hergestellt, die in zerlegtem Zustand per Bahn in den Kriegshafen Pola geliefert und dort montiert wurden.
Mit der 1908 fertiggestellten Schoneryacht Germania, nach Entwurf von Max Oertz für Gustav Krupp von Bohlen und Halbach, wurde erstmals eine Rennyacht dieser Größe in Deutschland gebaut.

### Vom Ende des Ersten Weltkriegs bis zum Ende des Zweiten Weltkriegs

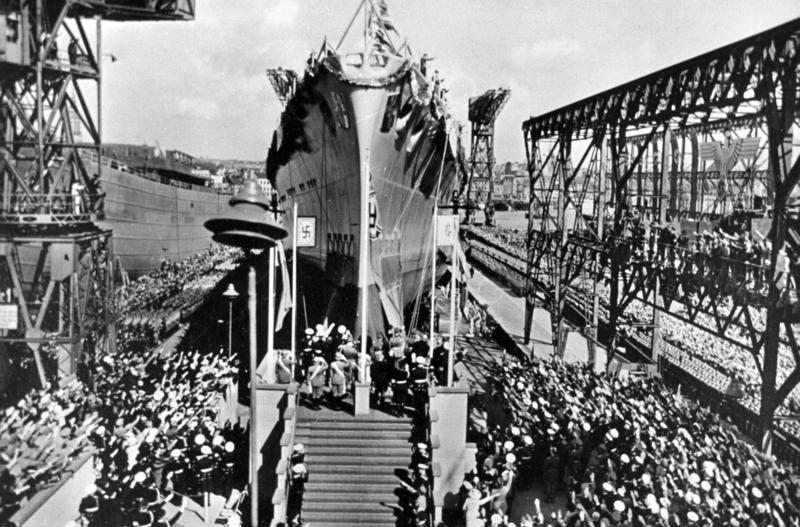
Stapellauf des Schweren Kreuzers Prinz Eugen am 22. August 1938

Da nach dem Ersten Weltkrieg infolge der Bestimmungen des Versailler Vertrages größere Aufträge der Reichsmarine ausblieben, geriet das Unternehmen zu Beginn der 1920er Jahre in ernste wirtschaftliche Schwierigkeiten. Der Betrieb sah sich nach neuen Tätigkeitsfeldern um. Nachdem 1921 aus vier nicht verschrotteten U-Boot-Hüllen zunächst zwei Tanker gebaut wurden, verlegte sich die Werft später auf den Bau von Luxusjachten. Durch die Bremer Reederei F. A. Vinnen & Co. gab es 1922 einen Auftrag für fünf Fünfmaster, den Vinnen-Schonern zur Stärkung der Südamerika-Aktivitäten sowie der Weizen-Linie von Australien. Zusammen mit zwei anderen deutschen Großwerften wurde zudem durch die Gründung der Tarnorganisation Ingenieurskantoor voor Scheepsbouw in den Niederlanden das im Versailler Vertrag festgelegte Verbot des Baus von U-Booten unterlaufen. In den Jahren der Weimarer Republik liefen auf der Germaniawerft zahlreiche größere und kleinere Dampf- und Segeljachten vom Stapel, die hauptsächlich an amerikanische Millionäre geliefert wurden. So fertigte der Schiffbaubetrieb beispielsweise die Viermastbark Hussar II (1931) – die heutige Sea Cloud – oder die Motorjacht Orion (1929), die als Kreuzfahrtschiff Regina Maris bis zu Beginn des 21. Jahrhunderts im Mittelmeer und im Roten Meer verkehrte.

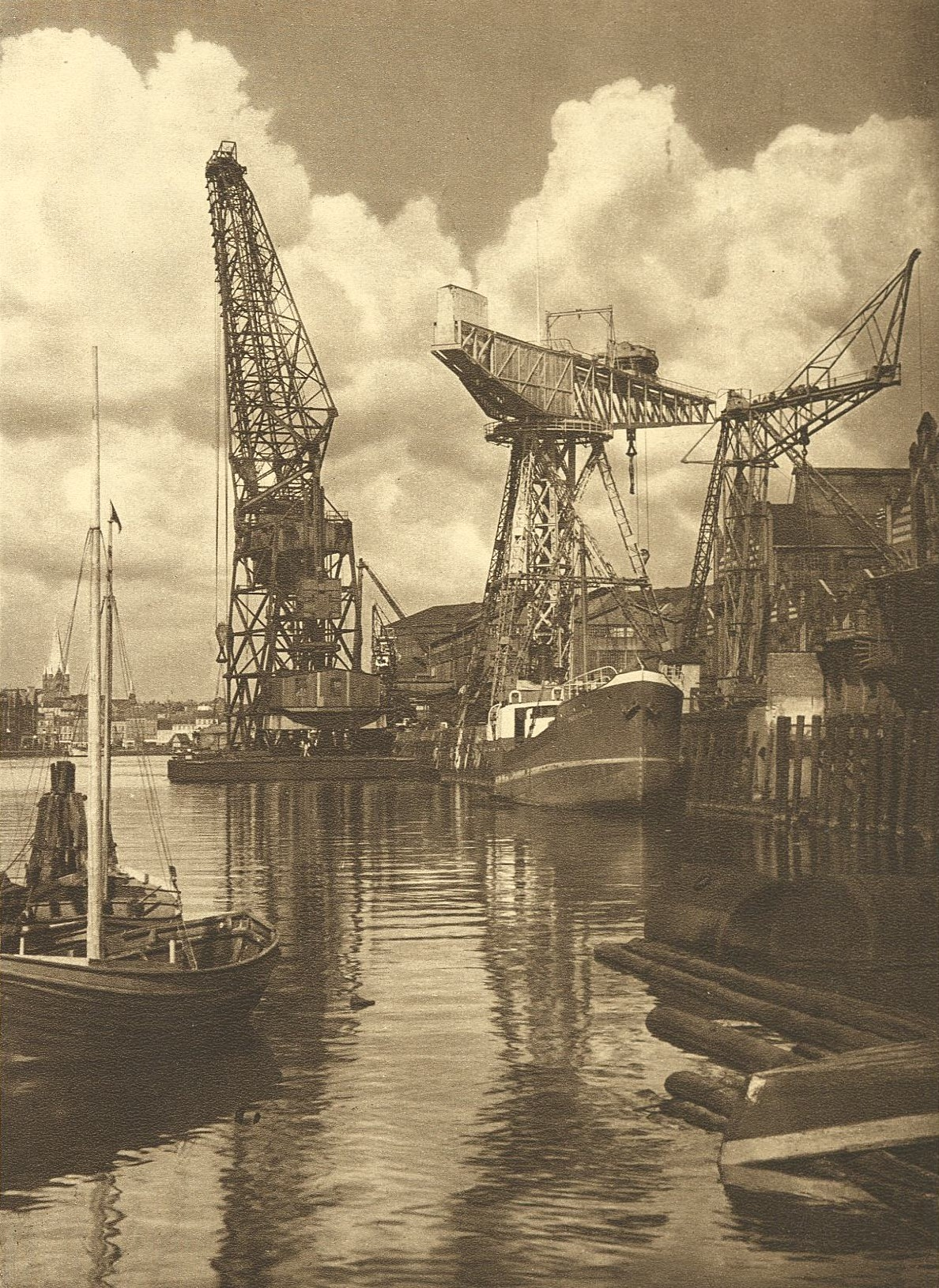
Kurt Hielscher: Deutschland. Baukunst und Landschaft. Berlin: Ernst Wasmuth, 1924

Nach der Machtergreifung der Nationalsozialisten Anfang 1933 wurde die Germaniawerft im Zuge der Aufrüstung der Wehrmacht zu einem bedeutenden Auftragnehmer von Reichs- bzw. Kriegsmarine. Bereits im Juli 1934 wurden die ersten sechs U-Boote der Klasse II B bestellt; im Sommer 1938 lief der Schwere Kreuzer Prinz Eugen vom Stapel. Auch der Auftrag für den Flugzeugträger B ging an die Kieler Werft, allerdings wurde nach Beginn des Zweiten Weltkriegs der unfertige Rumpf noch auf der Helling wieder abgewrackt, da der U-Boot-Bau Priorität hatte. Die Germaniawerft lieferte insgesamt 131 U-Boote der Klassen II B, VII, X B, XIV, XVII und XXIII an die Kriegsmarine; weitere 240 waren bestellt. 1944 hatte die Werft über 10.000 Angestellte, davon waren 11 % Zwangsarbeiter.
Mit der bedingungslosen Kapitulation der Wehrmacht war der Zweite Weltkrieg in Europa beendet. Zusammen mit der benachbarten Werft Deutsche Werke war die bei den Luftangriffen auf Kiel teilweise zerstörte Germaniawerft zur Demontage vorgesehen. Dies hatte wütende Proteste der Bevölkerung der zerbombten Stadt zur Folge. Eine vom Oberbürgermeister Andreas Gayk mitorganisierte Demonstration gegen die Demontage blieb ohne Erfolg; das Unternehmen wurde aufgelöst und nicht wiederbelebt. Die britischen Besatzer ließen die Anlagen ab Anfang 1949 sprengen.

## Spätere Nutzung des ehemaligen Werftgeländes
Auf dem ehemaligen Areal der Helgen befindet sich heute der Norwegenkai. Ende der 1960er Jahre erwarben die Howaldtswerke (HDW) den größten Teil des restlichen alten Werftgeländes am Ufer der Hörn und nutzten das Grundstück unter anderem als Lager- und Schrottplatz. Ab 1968 befand sich dort auch der U-Boot-Bau der HDW im Werk Kiel-Süd, das 1989 geschlossen wurde. Seit den 1990er Jahren wird versucht, im Rahmen des Projekts Kai-City Kiel das brachliegende innenstadtnahe Gelände wiederzubeleben; u. a. mit dem Hochhauscenter am Germaniahafen und der Hörnbrücke für Fußgänger und Radfahrer.
Eine 1939 gebaute Halle, in der sich eine Kupferschmiede/Zinnerei und eine Werkstatt für Schiffsmotoren und Kompressoren der Germaniawerft befand, ist als Halle400 ein Veranstaltungszentrum. Nördlich der Halle400 wurde im Rahmen der Umgestaltung des Geländes zur Kai-City Kiel 1998 der Germaniahafen für Gastsegler und Traditionsschiffe angelegt.

## Bekanntere Schiffe
- SMS Wörth, Linienschiff (1893)
- SMS Hessen, Linienschiff (1905)
- SMS Deutschland, Linienschiff (1906)
- SMS Schleswig-Holstein, Linienschiff (1908)
- Germania, Rennyacht (1908)
- Meteor IV, Rennyacht (1909)
- Meteor V, Rennyacht (1914)
- SMS Kronprinz, Großlinienschiff (1914)
- U Deutschland, Handelsuboot (1916)
- U Bremen, Handelsuboot (1916)
- Coronet, Yacht (1928)
- Orion, Yacht (1929)
- Prinz Eugen, Schwerer Kreuzer (1938)

## Erhaltene Schiffe
- U 1 (1906), U-Boot der Kaiserlichen Marine, jetzt im Deutschen Museum in München
- Nusret (1912), Minenleger, Mersin, Türkei
- Sedov (1921), heute Segelschulschiff der Russischen Marine, ex Magdalene Vinnen II, ex Kommodore Johnson
- Vanadis, Yacht (1924), heute Hotel- und Restaurantschiff Lady Hutton in Stockholm
- Caritas, Yacht (1925)
- Haida, Yacht (1929)
- Etak, Segelyacht (1930)
- Talitha, Yacht (1930)
- Sea Cloud (1931 als Yacht Hussar II gebaut), Viermastbark
- Argossy, Yacht (1931)
- Évora (1931), erst Fährschiff, heute Ausflugsschiff in Lissabon
- Stadt Kiel (1934), Fahrgastschiff in Kiel
- Nordertor (1936), Restaurantschiff in Husum, ex Fahrgastschiff Kitzeberg

Das von der Germaniawerft 1920 gebaute Segelschiff Carthaginian II, das mehrere Jahre in Lahaina, Insel Maui, Hawaii, als Museum zu besichtigen war, wurde 2005 vor der dortigen Küste versenkt und ist seitdem ein beliebtes Ziel von Tauchern.